# Йохан Липет
Йохан Липет (на немски: Johann Lippet) е немски белетрист, поет и преводач.

## Биография
Липет е роден в Австрия, но семейството му се премества през 1956 г. в Румъния, така че той израства и се социализира в Румъния. Членува в дисидентската група „Акционсгрупе Банат“ до разпускането и от Секуритате. От 1987 г. Живее и работи в Хайделберг. По-голямата част от произведенията му са издадени в хайделбергското издателство Вундерхорн.
В рамките на проекта Немско пътуване към Пловдив прекарва няколко седмици в града и написва книга, издадена на български под заглавието „Зандхаузен – Пловдив: заминаване-завръщане“ в пловдивското издателство Пигмалион.
Äh